# الحسن بن علي (زيريون)
الحسن بن علي بن يحيى بن تميم بن المعز ابن باديس الصنهاجي ، ثامن و آخر ملوك الدولة الزيرية في إفريقية ، تولى الحُكم وهو إبن إثنا عشر عاما خلفًا لأبيه الأمير علي بن يحيى سنة 515هـ ، تحكم فيه أعيان و وزارء أبيه ، فاظطربت الدولة .
في عهده هاجم روجر الثاني ملك صقلية إمارته المنهكة عبر غارات بحرية، تمكن الحسن من التصدي لها، و أغار على مملكة صقلية بالتحالف مع المرابطين و فتح بعض الجزر في البحر المتوسط، و وجه إهتمامه أيضا نحو الإمارات المستقلة التي خرجت عن دولته مثل إمارة بنو خراسان في مدينة تونس، كذلك تصدى للحملات التي وجهها نحوه بنو عمومته الحماديين ، في النهاية تمكن أسطول روجر الثاني من القضاء على دولته بالخديعة و الغدر بعدما أوهمه أنه أرسله له أسطول صقلية لمساندته في حروبه على الإمارات الخارجة عن سُلطانه، و ذلك أثناء غياب الجيوش الرئيسية للحسن في حرب بنو خراسان ، فسيطر أسطول جيش صقلية على المهدية عاصمة الحسن كما سيطر على أغلب المدن الكبرى على الساحل، و إلتجئ الحسن إلى أقربائه بني حماد حكام الجزائر، و بذلك إنقرضت دولة بني زيري بعد أن دامت أكثر من 173 سنة. 

## نسبه
هو: الحَسَنْ بنُ عَلي بنُ يَحيَى بنُ تَمِيم بنُ المُعِزّ بَادِيسْ بنُ مَنصُور بنُ يُوسُف بنُ بُلْكِينْ بنُ زِيرِي بنُ مَنَاد الصَّنهَاجي.

## فَترة حُكمه و حُروبه

### 
ولما هلك علي بن يحيى بن تميم ولي بعده ابنه الحسن بن علي وهو ما يزال غلاما يافعا إبن اثنتي عشرة سنة، وقام بأمره مولاه صندل ثم مات صندل وقام بأمره مولاه موفق وكان أبوه علي قد أصدر إلى روجر ملك صقلية يهدده بالمرابطين ملوك المغرب، و ذلك أثناء حروب بني زيري مع صاحب صقلية روجر ، و في أثناء هذه التوترات حدث بالفعل أن غزا أحمد بن ميمون قائد أسطول المرابطين صقلية وافتتح قرية منها فسباها وقتل أهلها سنة ست عشر وخمسمائة (516هـ)فلم يشُك روجر أن ذلك باملاء الحسن ، فأرسل ملك صقلية حملة بالتنسيق مع بني حماد سلاطين المغرب الأوسط في بجاية أقرباء الحسن الذين كانت بينهم عداوة ، نزلت الحملة في المهدية عاصمة الحسن آنذاك ، وعليهم القائد الحمادي عبد الرحمن بن عبد العزيز وجرجي بن مخاييل الأنطاكي قائدا من طرف الصقليين وكان جرجي هذا نصرانيا هاجر من المشرق وقد تعلم اللسان وبرع في الحساب وتهذب في بلاد الشام بأنطاكية وغيرها فاصطنعه تميم عنده، وكان يحيى بن تميم يشاوره في بعض أمروه أثناء ولايته ،فلما هلك تميم أعمل جرجي الحيلة و إلتحق بخدمة روجر، فلحق به وحظي عنده بمكانة مرموقة ، و إستعمله قائدا على أسطوله، فلما إعتزم روجر على حصار المهدية بعثه لذلك، فزحف في ثلثمائة مركب وبها عدد كثير من النصارى و معهم ألف فارس وكان الحسن قد إستعد لحربهم فافتتح جزيرة قوصرة ، و توجه النصارى إلى المهدية ونزلوا إلى الساحل وضربوا الأبنية وملكوا قصر الدهانين وجزيرة الأملس وتكرر القتال بين الطرفين إلى أن إنتصر المسلمون، فإنهزم النصارى وأقلعوا راجعين إلى صقلية بعد أن كثُر القتلى في جيشهم ، و وصل بأكثر ذلك محمد بن ميمون قائد المرابطين بأسطوله فعاث في نواحي صقلية، واعتزم روجر على إعادة الغزو إلى المهدية، لكن وصل أسطول الحماديين بقيادة يحيى بن عبد العزيز صاحب بجاية لحصار المهدية قبل روجر ، ووصلت عساكر الحماديين في البر مع قائده مطرف بن علي بن حمدون الفقيه فتصالح الحسن مع ملك صقلية، بل و وصل يده به و إستتجده لقتال بني عمومته الحماديين، و إستمد الحسن من روجر أسطوله، فأمده روجر، فعاد القائد الحمادي مطرف إلى بلده، وأقام الحسن مملكا هانئا في دولته بالمهدية، فقام روجر بنقض الصلح، و عاد إلى الفتنة و الحرب معه ولم يزل يردد إليه الغزو و يُرسل إليه الحملات إلى أن تمكن جيش مملكة صقلية من الاستيلاء على المهدية بقيادة قائد أسطولهم جرجي بن مناسل سنة ثلاث وأربعين وخمسمائة (543هـ) و ذلك بعدما وصلها بأسطوله في ثلثمائة مركب و خادعهم بأنهم إنما جاؤا مددا له، فنجحت خدعة جرجي، و قد كان عسكر الحسن غائبا عن المدينة حيث كان قد توجه لقتال محرز بن زياد الفادغي حليف علي ابن خراسان صاحب تونس فلم يجد الحسن صريخا، فجلا عن المهدية ورحل عنها واتبعه الناس ودخل العدو إلى المدينة وتملكوها دون دفاع، و وجد جرجي القصر كما هو لم يرفع منه الحسن إلا ما خف وترك الذخائر الملوكية، فأمن جرجي الناس وأبقاهم تحت إيالته ورد الفارين منه إلى أماكنهم وبعث أسطولا إلى صفاقس فملكها وأجاز إلى سوسة فملكها أيضا وأجاز إلى طرابلس كذلك واستولى روجر صاحب صقلية على بلاد الساحل الشرقي كلها ووضع على أهلها الجزية و ولى عليهم كما نذكره(جرجي الأنطاكي)، و بذلك زال مُلك الحسن و سُلطان بني زيري ، و بقيت تلك البلاد مُحتلة لفترة ليست بطويلة، حيث أنقذها من ملك الكفر عبد المؤمن شيخ الموحدين وخليفة إمامهم المهدي .

## حياته بعد زوال مُلكه و وفاته
ولحق الحسن بن علي بعد إستيلاء النصارى على عاصمته المَهْدِيَّة بالعرب من رياح وكبيرهم محرز بن زياد الفادعي صاحب القلعة فلم يجد لديهم مصرخا أو منقذا يُنجده في إستعادة مُلكه، وأراد الرحيل إلى مصر للحافظ عبد المجيد فأرصد له جرجي فارتحل إلى المغرب وأجاز إلى بونة وبها الحارث بن منصور وأخوه العزيز ثم توجه إلى قسنطينة وبها سبع بن العزيز أخو يحيى صاحب بجاية فبعث إليه من أجازه إلى الجزائر ونزل على ابن العزيز فأحسن نزله وجاوره إلى أن فتح الموحدون الجزائر سنة سبع وأربعين وخمسمائة(547هـ) بعد تملكهم المغرب والأندلس فخرج إلى عبد المؤمن فلقاه تكرمة وقبولا ولحق به وصحبه إلى أفريقية في غزاته الأولى ثم الثانية سنة سبع وخمسين وخمسمائة فنازل المهدية وحاصروها أشهرا ثم افتتحها سنة خمس وخمسين وخمسمائة وأسكن بها الحسن وأقطعه رحيش فأقام هنالك سنين ثم استدعاه سلطان الموحدين       يوسف بن عبد المؤمن فارتحل بأهله يريد مراكش وهلك بتامسنا في طريقه إلى بابا رولو سنة ست وثلاثين والله وارث الأرض ومن عليها وهو خير الوارثين ورب الخلائق أجمعين.

## أنظر أيضا
- إفريقية
- الدولة الزيرية
- الدولة الحمادية
- الدولة الفاطمية
- الدولة العباسية
- الدولة الموحدية
- الدولة المرابطية
- مملكة صقلية